# Skaraborgs försvarsområde
Skaraborgs försvarsområde (Fo 35) var ett svenskt försvarsområde inom Försvarsmakten som verkade i olika former åren 1942–1997. Försvarsområdesstaben var förlagd i Skövde garnison i Skövde.

## Historia
Skaraborgs försvarsområde bildades den 1 oktober 1942 som Skövde försvarsområde och var direkt underställd militärbefälhavaren för III. militärområdet.
I samband med OLLI-reformen, vilken genomfördes inom försvaret åren 1973–1975, sammanslogs Skaraborgs regemente med Skövde försvarsområde (Fo 35), som med sammanslagningen bytte namn till Skaraborgs försvarsområde. Från den 1 juli 1974 bildades försvarsområdesregementet P 4/Fo 35. Detta medförde att inom Skaraborgs försvarsområde blev Skaraborgs regemente ett A-förband (försvarsområdesregemente), Göta trängregemente blev ett B-förband (utbildningsförband) och Livregementets husarer (K 3) blev ett C-förband. Skaraborgs regemente fick det samlade mobiliserings- och materialansvaret inom försvarsområdet, och B- och C-förbanden svarade endast som ett utbildningsförband.
Inför försvarsbeslutet 1996, etapp 2, föreslog regeringen för riksdagen att reducera antalet försvarsområdesstaber från 24 till 16 staber. Bland annat föreslogs att Älvsborgs försvarsområde (Fo 34) skulle upplösas och avvecklas. Och i regeringens budgetproposition 1997/98:1 föreslog regeringen även att Skaraborgs försvarsområde (Fo 35) med stab i Skövde skulle upplösas och avvecklas. Det med bakgrund till att Västra Götalands län därmed skulle bilda ett försvarsområde, Västra Götalands försvarsområde, med försvarsområdesstab i Göteborg vid Västkustens marinkommando. I dess ställe för de två före detta försvarsområdesstaberna i Borås och Skövde bildades Skaraborgsgruppen och Älvsborgsgruppen. Som ett vidare beslut i försvarsbeslutet 1996 kom även Öresunds marindistrikt föreslogs även att skulle inordnas i Västkustens marinkommando. Den nya organisationen, vilken riksdagen antog vid två tillfällen, kom att gälla från den 1 januari 1998, där Västkustens marinkommando fick det lite ovanligt långa namnet "Västkustens marinkommando inklusive Öresunds marindistrikt samt Västra Götalands försvarsområde (MKV/Fo 32)".

## Förläggningar och övningsplatser
När försvarsområdet bildades förlades dess stab till Kyrkogatan 2 i Skövde. Från den 17 mars 1954 förlades staben till Torggatan 23 och den 12 oktober 1956 till Kanikegränd (tidigare Munkvägen 1). Från den 1 juli 1974 samlokaliserades staben med Skaraborgs regemente på Heden, där staben verkade fram till att den avvecklades.

## Förbandschefer
Förbandschefen titulerades försvarsområdesbefälhavare och fick i samband OLLI-reformen tjänstegraden överste 1. graden och var tillika regementschef.

- 1942–1944: Överste Henrik Palmstierna
- 1944–1949: Överstelöjtnant Måns Santesson
- 1949–1956: Överste Rolf Fredholm
- 1956–1965: Överste Göte Ferm
- 1965–1974: Överste Filip Grudemark
- 1974–1976: Överste 1. graden Per Björkman
- 1976–1980: Överste 1. graden Per-Gunnar Brissman
- 1980–1984: Överste 1. graden Carl-Gösta Norderup
- 1984–1987: Överste 1. graden Bror Gustaf Arne Lindblom
- 1987–1992: Överste 1. graden Lars Jerker Löfberg
- 1992–1993: Överste 1. graden Alf Sandqvist
- 1993–1995: Överste 1. graden Björn Anderson
- 1995–1997: Överste 1. graden Arne Hedman

## Namn, beteckning och förläggningsort
| Skövde försvarsområde     | 1942-10-01 | – | 1974-06-30 |
| Skaraborgs försvarsområde | 1974-07-01 | – | 1997-12-31 |

| Fo 34 | 1942-10-01 | – | 1997-12-31 |

| Skövde garnison (F) | 1942-10-01 | – | 1997-12-31 |